# MR-12

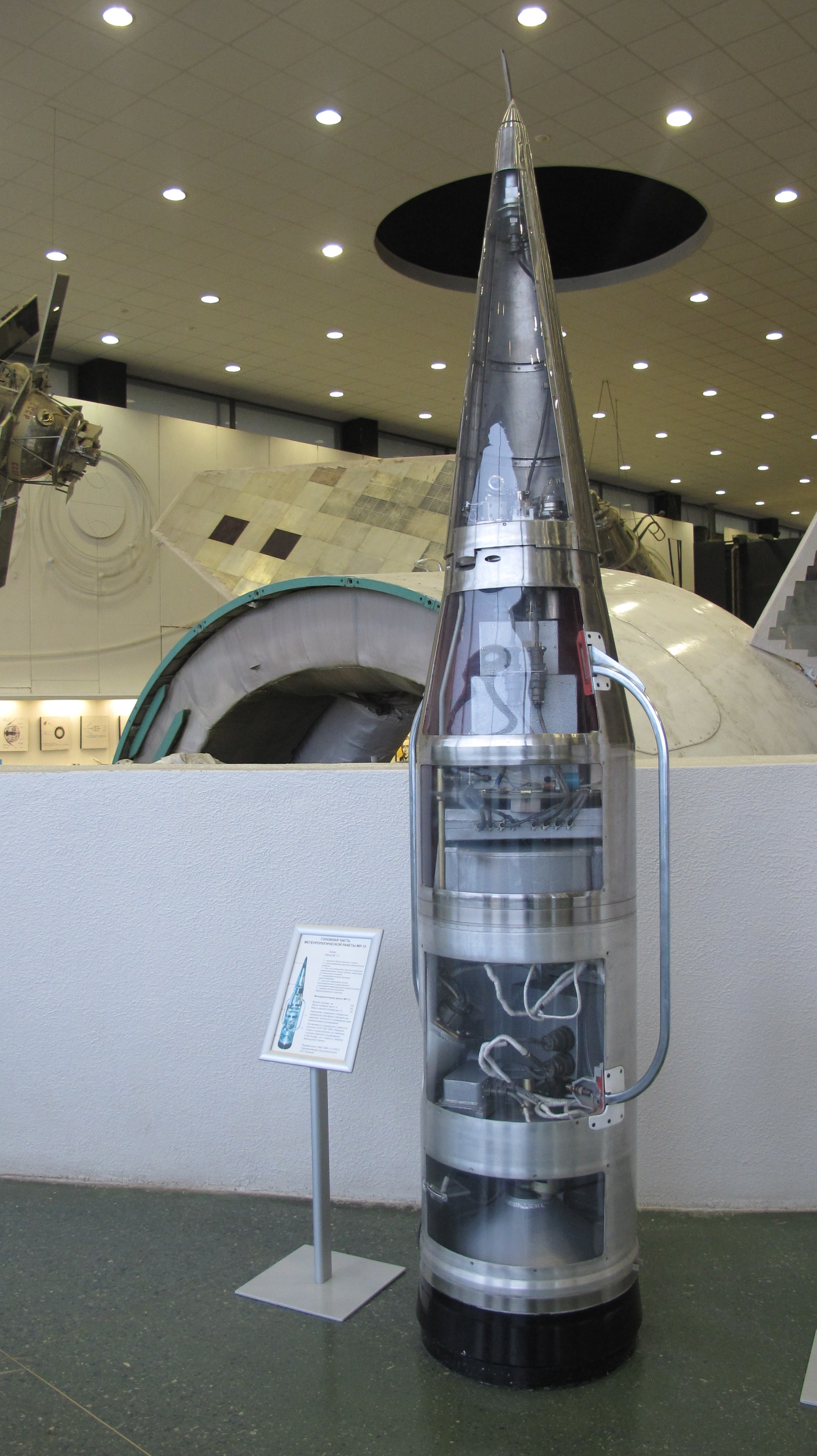
Parte superior do MR-12 (vista em corte)

MR-12, é um foguete de sondagem de origem soviética. Desenvolvido no início de década de 60, este era um 
foguete de médio porte (mais de 8 metros), capaz de conduzir cargas úteis de 170 kg a 100 km de altitude.

## Características
O MR-12, era um foguete de um estágio, movido a combustível sólido, com as seguintes características:
- Altura: 8,77 m
- Diâmetro: 45 cm
- Massa total: 1.400 kg
- Carga útil: 170 kg
- Apogeu: 100 km
- Estreia: 1 de maio de 1962
- Último: 5 de fevereiro de 1997
- Lançamentos: 755